# Korkuteli
Korkuteli és un districte de la província d'Antalya a la regió mediterrània de Turquia, 56 km al nord-oest de la ciutat d'Antalya. en el passat era coneguda com a Isionda, Isindos, Pisinda, o Sinda.

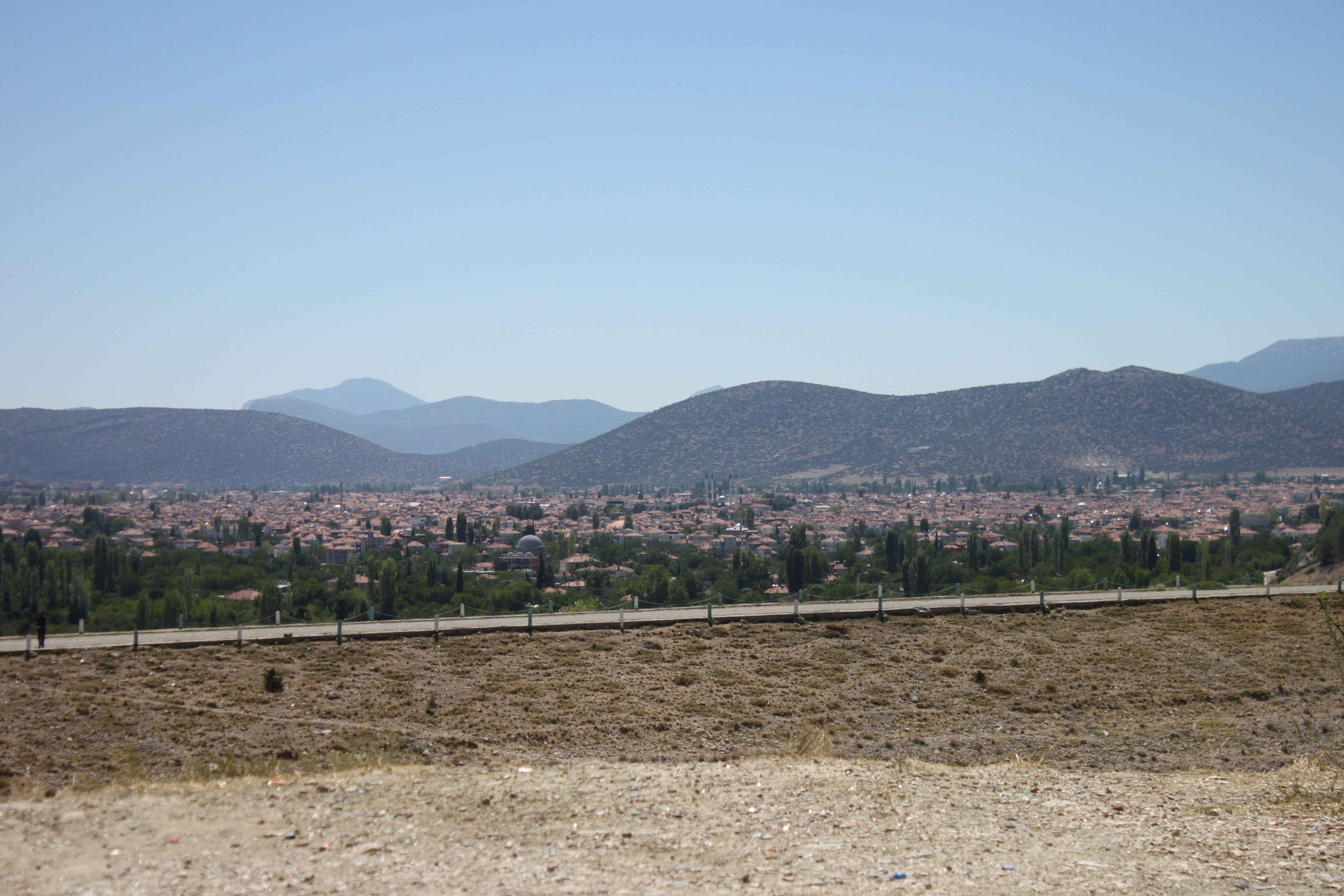
Korkuteli; Vista a l'est de la ciutat des de la presa.

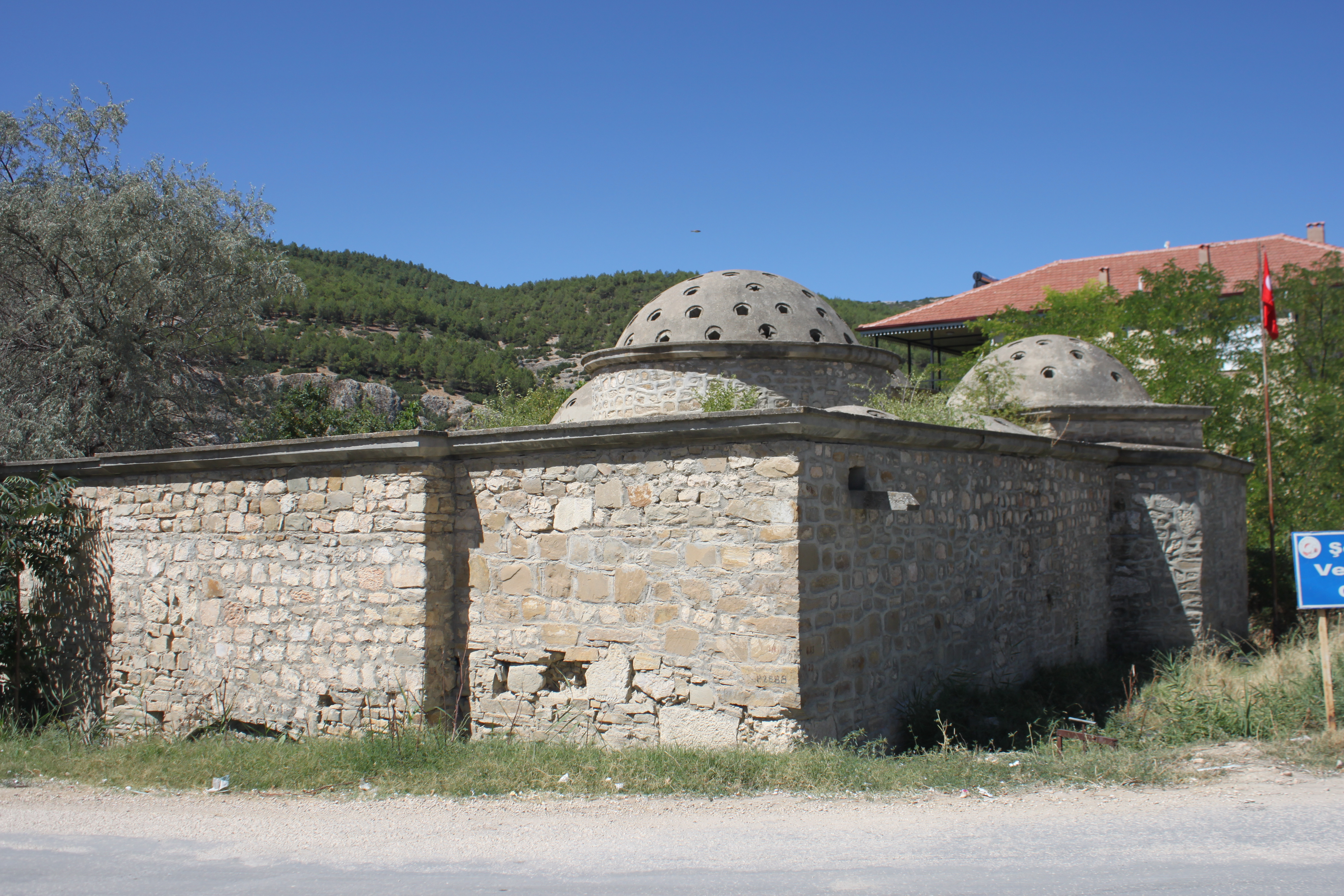
Korkuteli; el Tarihi Hamam ("Haman històric") un bany del període Seljuq,.

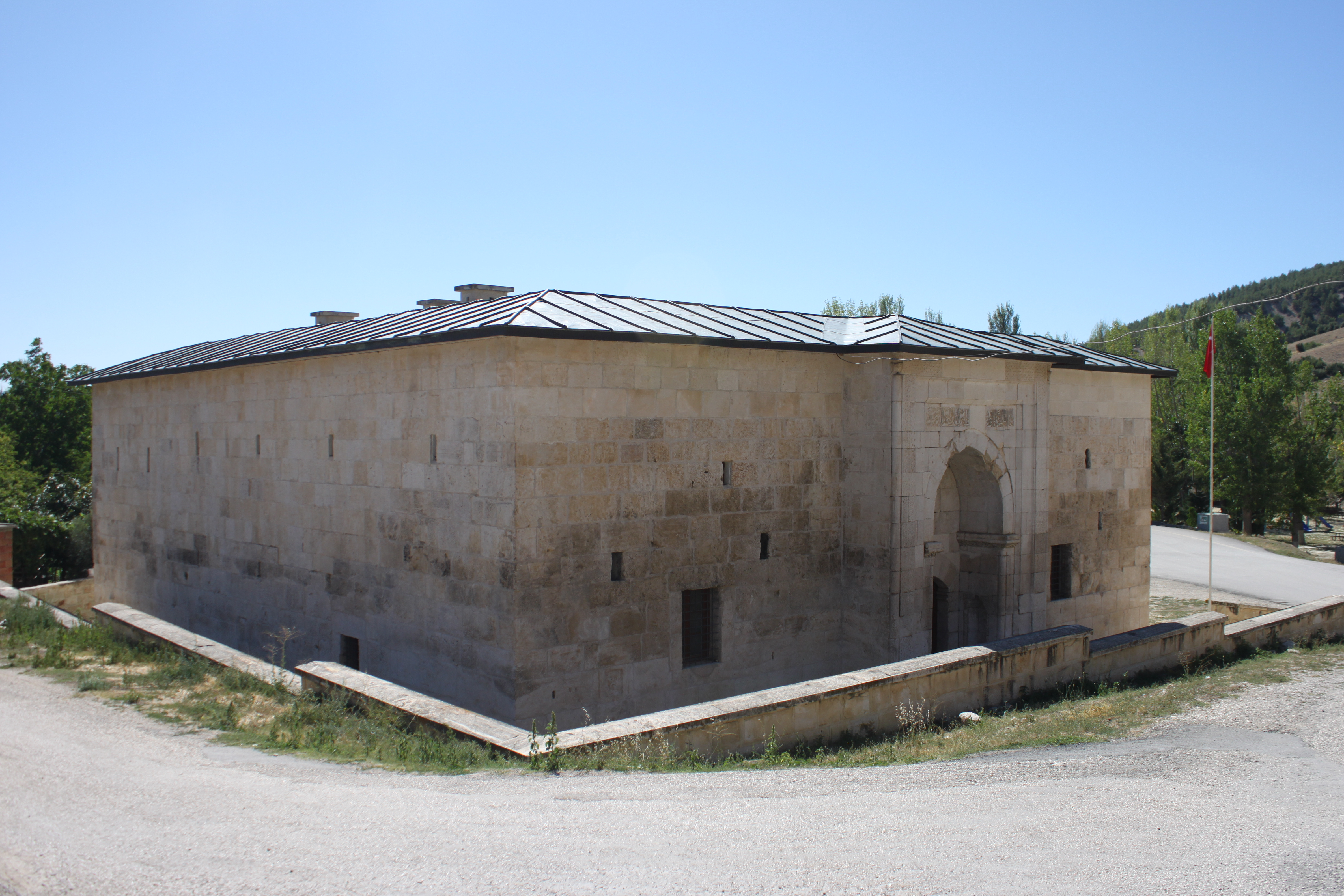
Escola de l'Alcorà a Korkuteli, construïda a principis del sota el sultà Kai Kobad I.

## Història
Isionda fou una ciutat del sud-oest de Psídia, a pocs quilòmetres al nord-oest de Termessos. Si bé de vegades ha estat identificada amb la ciutat de Sinda, esmentada per Estrabó, probablement es tracta d'una ciutat diferent (Sinda era prop de Cibyra, a la Psídia Frígia. Unes ruïnes a la cimera d'un turó aïllat de Psídia podrien ser les restes d'Isionda.